# Jorge Ignacio García Cuerva
Jorge Ignacio García Cuerva (Río Gallegos, 12 de abril de 1968) é um clérigo argentino da Igreja Católica, atual arcebispo de Buenos Aires.
É conhecido por exercer seu ministério pastoral nos bairros populares e nos presídios, um "bispo das periferias". É Diretor do Diploma em Pastoral Carcerária sem Fronteiras do Conselho Episcopal Latino-Americano (CELAM).

## Primeiros anos e formação acadêmica
Ele nasceu em Rio Gallegos, Santa Cruz, sendo o filho mais velho do dentista Jorge Antonio García Cuerva e da professora Graciela García Cuerva.
Em 1986, iniciou sua graduação em Direito na Universidade de Buenos Aires. Nessa época começou a missão nos bairros populares de El Palito e El Garrote na cidade de Tigre (subúrbios de Buenos Aires). É então que descobre a sua vocação que o leva a interromper os estudos de direito, que retomará anos mais tarde.
Em 1989 ingressou no Seminário da Diocese de San Isidro. Como parte de sua formação sacerdotal estudou Filosofia e Teologia no Instituto San Agustín do Seminário da Diocese de San Isidro.
Pela Pontifícia Universidade Católica Argentina Santa María de los Buenos Aires (UCA), obteve o título de Bacharel em Teologia Sagrada e duas pós-graduações: Licenciatura em Teologia com especialização em História da Igreja (2003), Tese: "La Iglesia en Buenos Aires durante la Epidemia de Fiebre Amarilla de 1871" ; Licenciatura em Direito Canónico (2016), Tese: "Exequias Eclesiasticas y Cementerios en el Derecho Canónico." 
Pela Universidade Católica de Salta (UCASAL), formou-se em Direito (2009).

## Ministério Pastoral

### Sacerdócio
Foi ordenado sacerdote em 24 de outubro de 1997 na Catedral de San Isidro Labrador, pelo então bispo diocesano de San Isidro, Alcides Jorge Pedro Casaretto, diocese na qual foi incardinado.
Iniciou seu ministério nos bairros populares da periferia. Foi vigário paroquial na Igreja Nuestra Señora de la Cava, em La Cava, povoado de Beccar, conhecida favela. Em 2006 tornou-se pároco da Igreja de Santa Clara de Asís, na cidade de El Talar, distrito de Tigre, nos bairros populares de San Pablo e Almirante Brown.
Em 2014 voltou a La Cava como pároco. Segundo a jornalista Virginia Bonard, "ele demonstrou sua vocação para compartilhar a vida com os mais pobres de sua paróquia de Villa La Cava (Nossa Senhora de La Cava), abraçando com ternura aquelas vidas consumidas por vários vícios... Padre García Cuerva revelava uma sólida formação acadêmica (é historiador, advogado, especialista em Direito Canônico) que complementava com uma sensibilidade cristã absolutamente palpável".
Foi membro da Comissão Nacional sobre Toxicodependência da Conferência Episcopal Argentina até 2013. Na Diocese de San Isidro foi: vice-presidente da Caritas (2012-2017), assessor de Direito Canônico, promotor de Justiça no Tribunal Interdiocesano.

### Episcopado

#### Bispo Auxiliar de Lomas de Zamora
Em 20 de novembro de 2017, foi nomeado pelo Papa Francisco como bispo auxiliar da Diocese de Lomas de Zamora. Foi consagrado como bispo titular da antiga Sé de Lacubaza em 3 de março de 2018, na Catedral de Nuestra Señora de la Paz de Lomas de Zamora, por Jorge Rubén Lugones, S.J., bispo de Lomas de Zamora, coadjuvado por Óscar Vicente Ojea Quintana, bispo de San Isidro, por Alcides Jorge Pedro Casaretto, agora bispo emérito de San Isidro, por Esteban María Laxague, S.D.B., bispo de Viedma e por Miguel Ángel D’Annibale, bispo de Río Gallegos.

#### Bispo de Rio Gallegos
Em 3 de janeiro de 2019, foi nomeado Bispo de Río Gallegos pelo Papa Francisco. Ele começou seu ministério pastoral em 23 de março de 2019.
Com a chegada da pandemia de COVID-19, seus estudos sobre a pandemia de febre amarela de 1871 e seus trabalhos sobre funerais permitiram-lhe refletir: "A pandemia revelou quais têm sido nossas prioridades, quais são nossas atividades e também revelou qual foi a maneira como experimentamos a morte. Descobrimos a necessidade que temos de revalorizar os ritos fúnebres, descobrimos como é importante poder despedir-nos dos nossos entes queridos e vimos como é importante poder acompanhá-los em momentos de tanta dor".

#### Arcebispo de Buenos Aires

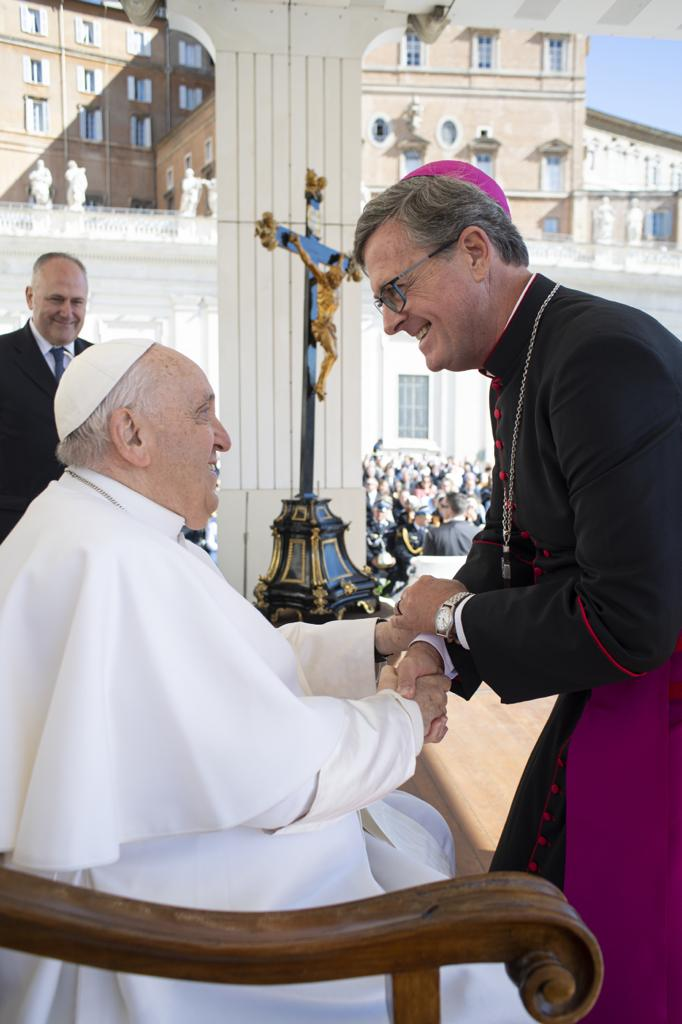
Arcebispo Garcia Cuerva com o Papa Francisco na Praça San Pedro 26 de abril de 2023

Em 26 de maio de 2023, foi nomeado Arcebispo de Buenos Aires pelo Papa Francisco. A sua posse ocorreu em 15 de julho seguinte.
Em 28 de novembro de 2023, foi nomeado como ordinário para os fiéis orientais sem hierarquia própria em Igreja sui iuris na Argentina.

### Cúria Romana
Em 20 de julho de 2021, o Papa Francisco o nomeou membro do Dicastério para os Bispos. Na ocasião, García Cuerva comentou: "Quero contribuir com o modelo de bispo que Francisco nos pede: um bispo pobre para os pobres". "Francisco, simplesmente, mas de forma muito gráfica, apresenta o perfil do bispo que a Igreja precisa quando diz que quer uma Igreja em saída, uma Igreja pobre para os pobres, bispos próximos ao povo, bispos que estão próximos de Jesus na oração, e próximos dos sacerdotes que são o seu primeiro próximo, pastores com cheiro de ovelhas, próximos do sofrimento do nosso povo".

## Trabalhos Selecionados
- La Iglesia en Buenos Aires durante la Epidemia de Fiebre Amarilla de 1871. (2002)
- Exequias Eclesiásticas y Cementerios en el Derecho Canónico. (2016)
- La Cárcel o Fábrica del Llanto. (2019)
- Inciativas de la Pastoral Carcelaria Argentina (2019)

## Atualmente
Atualmente trabalha como:
- Arcebispo de Buenos Aires
- Membro do Dicastério para os Bispos da Cúria Romana
- Vice-presidente da Comissão Internacional para o Ministério Prisional (ICCPPC) [15]
- Membro do Secretariado Nacional da Pastoral Carcerária da Conferência Episcopal Argentina
- Diretor do Diploma em Pastoral Carcerária, “Ministério Carcerário sem Fronteiras”, organizado pelo CEBITEPAL, Conselho Episcopal Latino-Americano (CELAM), desde fevereiro de 2022.
- Pontifício Comissário do Instituto Miles Christi[16]